# Paul Speck (Baumeister)
Paul Speck (* vor 1510 in Ehrenfriedersdorf; † Mitte März 1557 in Leipzig) war Steinmetz, Bildhauer, Werkmeister und Baumeister und einer der bedeutenden Meister zwischen Spätgotik und Renaissance in Kursachsen.

## Bedeutung
Hinsichtlich seiner nachweislichen Beteiligung an der Errichtung bedeutender spätgotischer obersächsischer Hallenkirchen ist im Einzelnen noch vieles ungeklärt. Fest steht jedoch, dass Paul Speck maßgeblich an der Einführung und Durchsetzung der Formen der Renaissance in Sachsen in der Bau- wie auch der Bildhauerkunst beteiligt war. Er beherrschte mit einer großen Werkstatt für lange Jahre in weiten Teilen Sachsens den Markt und war als Baumeister gesucht und umworben. Als Bildhauer schuf Paul Speck einige der bedeutendsten Portale und Grabmale der Frührenaissance im obersächsischen Raum, daneben mehrere Kanzeln und Taufsteine. Als Baumeister errichtete er einige der seinerzeit bedeutendsten Profanbauten. Daneben war er ein gesuchter Fachmann für Festungs- und Brückenbauten.

## Leben und Werk
Leben und Werk von Paul Speck lassen sich anhand von Archivalien und Werksignaturen relativ umfassend rekonstruieren. Als Baumeister stand er etwa in Leipzig bisher ganz eindeutig im Schatten Hieronymus Lotters, dem von der Forschung irrtümlich zahlreiche bedeutende Architekturentwürfe zugeschrieben wurden. Er war zeitgleich in verschiedenen Städten des Landes tätig. Städte und Landesherr warben ihn sich gegenseitig ab und bedachten ihn mit zahlreichen Vergünstigungen.

### Die Zeit in Freiberg
Mit einiger Wahrscheinlichkeit begann der aus Ehrenfriedersdorf im Erzgebirge stammende Meister seinen Berufsweg im sächsisch-böhmischen Raum. Erstmals archivalisch greifbar wird Paul Speck 1532. In Freiberg findet sich mit dem Patrizierhaus Obermarkt 17 (um 1528/30) auch das älteste, Paul Speck (über seine angebrachte Meistermarke) gesichert zuzuschreibende Bauwerk. An dem äußerst repräsentativen Bau befindet sich das älteste Renaissanceportal Freibergs, zugleich das älteste Portal dieser Art im gesamten sächsischen Raum überhaupt. Zugleich ist es eines der reichsten und aufwendigst gestalteten Portale Freibergs und ganz Sachsens. Ohne selbst auf Vorläufer in der Region zurückgreifen zu können, wurden hier die Maßstäbe für das reiche Portalschaffen der nächsten Jahrzehnte in der Region gesetzt. Zu den in direkter stilistischer Nachfolge stehenden Portalen gehören einige der zugleich bedeutendsten erhaltenen Prachtportale (z. T. erhalten als vergröberte Kopien) der mitteldeutschen Frührenaissance, etwa in Zwickau (Posthalterei, 1535/40), Roßwein (Tuchmacherhaus, 1537) oder Chemnitz (Gute-Hirten-Portal, 1542). Für zahlreiche dieser bis in die 1550er Jahre hinein entstandenen Portale kann aufgrund stilistischer Erwägungen, die sich oftmals durch verschiedene archivalische Hinweise stützen lassen, von einer direkten Urheberschaft der Werkstatt Paul Specks ausgegangen werden. Eine besondere Spezialität der Werkstatt waren dabei fein gearbeitete hochindividuelle Porträtmedaillons, die höchstwahrscheinlich regelmäßig von Specks eigener Hand stammten.

### Die Zeit in Zwickau
Von Freiberg wechselte Paul Speck 1534 nach Zwickau, wo er mehrere Privatbauten errichtete, darunter einige mit sehr aufwendigen Portalen. Von hier aus lieferte Speck 1535 für das im Großen Wendelstein gelegene Hauptportal des neuen kurfürstlich-sächsischen Residenzschlosses Schloss Hartenfels zu Torgau die offenbar nach Vorlagen des Leipziger Medailleurs Hans Reinhart dem Älteren gefertigten Porträtmedaillons. Ebenfalls 1535 fertigte er für den Zwickauer Rat Entwürfe für die noch ausstehende Einwölbung der Zwickauer Hauptkirche St. Marien. In seine Zwickauer Zeit fallen auch die um 1536/38 gefertigten Kanzeln und Taufsteine für St. Marien und St. Katharinen. Die aus mehreren Einzelelementen bestehende Kanzel von St. Marien ist das wohl aufwendigste und großartigste Werk dieser Art der gesamten sächsischen Frührenaissance. Außerhalb Zwickaus können Zuschreibungen an Speck u. a. für die Kanzel von St. Wolfgang zu Schneeberg (1540), den Taufstein in der Dorfkirche von Ruppendorf bei Dippoldiswalde (1529) oder den Taufstein im Freiberger Dom (um 1530) diskutiert werden.

### Festungsbau in Leipzig
1543 ließ sich Paul Speck vom Leipziger Rat dazu bewegen, nach Leipzig überzusiedeln. Die Leipziger Ratsherren folgten dabei einer Empfehlung des Schneeberger Münz- und Bergmeisters Bastian Funke, eines einflussreichen Landesbeamten. Paul Speck muss in Schneeberg zuvor an bedeutender Stelle tätig gewesen sein, um sich für die in Leipzig anstehenden Bauvorhaben qualifiziert zu haben. Zu diskutieren ist dabei vor allem die von 1515 bis 1540 errichtete große städtische Hauptkirche St. Wolfgang.
1543 begannen in Leipzig die Arbeiten für die umfassende Neubefestigung der Stadt. Hier wurde Speck als Werkmeister und Obermeister der Steinmetze und Maurer die oberste Bauleitung auf Ebene der ausführenden Bauhandwerker übertragen. Hierarchisch stand er unter der hohen landesherrlichen Militär- und Festungsbauverwaltung. Diese gab mit dem ausgewiesenen Festungsfachmann und landesherrlichen Oberbau- und Zeugmeister Caspar Vogt von Wierandt an der Spitze auch die Generalpläne vor (mehrere davon haben sich sogar erhalten). Die Detailpläne scheinen dagegen vor Ort gefertigt worden zu sein. So hat sich eine um 1550 zu datierende Grund- und Aufrisszeichnung der zum Festungssystem gehörenden Pleißenburg erhalten, die in allen Einzelheiten mit dem ausgeführten Bau übereinstimmte. Signiert ist sie mit Specks latinisierten Namen „PAVLUS SPECK“ und seiner Meistermarke.
1544 wurde ein Streit Paul Specks beigelegt, der neben Leipzig die Städte Freiberg, Dresden und Chemnitz betraf. Speck nahm danach neben seiner Anstellung in Leipzig auch Aufträge Dritter entgegen. Und dies allem Anschein nach nicht nur in Leipzig, sondern auch in verschiedenen anderen Städten im sächsischen Umkreis, wo er unter Umständen sogar zeitweise eigene Werkstätten unterhielt.

### Bildhauerarbeiten und Dienst für den Kurfürsten
1546 wechselte Speck in die Dienste des späteren Kurfürsten Herzog Moritz. In die Zeit um 1547 fällt nun eine weitere gesicherte Bildhauerarbeit. Es ist dies das Epitaph für den 1547 verstorbenen Rektor der Universität Leipzig Caspar Borner. Das ursprünglich für die 1968 gesprengte Leipziger Paulinerkirche geschaffene Werk signierte Speck an zentraler Stelle mit seiner Meistermarke. Bei Betrachtung des nachfolgenden Epitaph- bzw. Grabmalschaffens im sächsischen Raum fällt zudem die Wirkmächtigkeit der hier von Speck vorgelegten Komposition auf. Als von Speck bzw. seiner Werkstatt ausgeführt können zahlreiche Epitaphien und Grabdenkmäler in Sachsen und Böhmen ab den späten 1520er Jahren diskutiert werden. Relativ sichere Zuschreibungen gelingen mindestens ab den 1540er Jahren. Zu diesen Arbeiten, denen regelmäßig eine herausragende künstlerische Bedeutung zugesprochen wird, zählen etwa das Epitaph für Tham Pflugk zu Groitzsch in Pegau (um 1548), das für Johann von Heideck in Eilenburg (um 1554) oder das für Peter Pfefferkorn in Chemnitz (1550er Jahre).

### Baumeister des Leipziger Rats
Ab 1555 erscheint Paul Speck dann wieder fortwährend in den Leipziger Ratsrechnungen. Ohne erneut offiziell als Ratsmaurer eingestellt zu werden, werden ihm hier die wichtigsten Bauprojekte des Rates übertragen. In Leipzig setzte damals eine regelrechte Bauwelle ein, in der der Rat in den kommenden Jahren einige der wichtigsten kommunalen Bauten neu errichten bzw. grundlegend umbauen ließ. Treibende Kraft hinter diesem Bauprogramm war offenbar der sich mitunter auch direkt in die Bauabläufe einschaltende Großunternehmer und Bürgermeister Hieronymus Lotter. Die ersten größeren Projekte unter Specks Leitung waren 1555/56 die Errichtung der Ratswaage am Leipziger Markt und 1555 die Erhöhung des mittleren Turmes der Nikolaikirche. 1556 begann dann unter ihm als Obermeister der Umbau des Leipziger Rathauses zu einem der bedeutendsten mitteleuropäischen Renaissancebauten. Speck erkrankte jedoch während der Bauarbeiten im Winter 1556/57 und verstarb Anfang 1557. Zu diesem Zeitpunkt war der Bau in seinen wesentlichen Teilen bereits fertiggestellt. Nachfolger als Obermeister wurde Paul Widemann.

## Archivalien
- Stadtarchiv Zwickau, Bürgerbuch 1522/63, Bl. 68b.
- Thüringisches Hauptstaatsarchiv Weimar, Ernestinisches Gesamtarchiv, Reg. S., Bl. 287b, Nr. 1t (der hier benannte Steinmetz aus Zwickau lässt sich als Paul Speck identifizieren).
- Ratsschulbibliothek Zwickau, lose Blattsammlung ohne Signatur.
- Stadtarchiv Zwickau, Kirchenrechnungen der Marienkirche VIII, Bl. 88.
- Stadtarchiv Zwickau, Beider Kirchen Rechnung 1537/38, Bl. 19.
- Stadtarchiv Leipzig, Stadtkassenrechnungen Band 55 (1543–1544) bis Band 57 (1545–1546).
- Stadtarchiv Leipzig, Ratsbuch Band 8 (1542–1546), Bl. 229a-230a.
- Stadtarchiv Leipzig, Bürgerbücher 1 (1501–1608), Bl. 423b.
- Stadtarchiv Leipzig, Tit. XXXVIII/1a „Verschiedene Schreiben Herzog Moritzens, den Festungsbau in Leipzig und andere Bausachen betr. 1546–1551“
- Sächsisches Hauptstaatsarchiv Dresden, Loc. 4451/6 „Schriften, belangend die Dresdner Festung und andere Gebäude, 1554–1569“, Bl. 12a–18b.
- Stadtarchiv Grimma, „des Raths der Stath Grym Mülda Brügken bahue. Anno domini 1548“.
- Stadtgeschichtliches Museum Leipzig, Bibliothek, Inv.-Nr. 347a.

| Personendaten    | Personendaten                                              |
| ---------------- | ---------------------------------------------------------- |
| NAME             | Speck, Paul                                                |
| KURZBESCHREIBUNG | deutscher Steinmetz, Bildhauer, Werkmeister und Baumeister |
| GEBURTSDATUM     | vor 1530                                                   |
| STERBEDATUM      | zwischen 10. März 1557 und 20. März 1557                   |
| STERBEORT        | Leipzig                                                    |